# Elias Dolah
Yusef Elias Dolah (tiếng Thái: ยูเซฟ เอเลียส ดอเลาะ; sinh ngày 24 tháng 4 năm 1993) là một cầu thủ bóng đá người Thái Lan-Thụy Điển thi đấu ở vị trí trung vệ cho câu lạc bộ Liga I (Indonesia) Bali United.

## Đời sống cá nhân
Elias sinh ra ở Lund, có bố là người Thái Lan và mẹ là người Thụy Điển.

## Thống kê sự nghiệp

### Quốc tế
| Đội tuyển quốc gia | Năm  | Số trận | Bàn thắng |
| ------------------ | ---- | ------- | --------- |
| Thái Lan           | 2019 | 2       | 0         |
| Thái Lan           | 2021 | 3       | 1         |
| Thái Lan           | 2022 | 1       | 0         |
| Thái Lan           | 2023 | 6       | 0         |
| Thái Lan           | 2024 | 4       | 0         |
| Thái Lan           | Tổng | 16      | 1         |

### Bàn thắng quốc tế
Bàn thắng của đội tuyển bóng đá quốc gia Thái Lan được ghi trước.
| #  | Ngày                 | Địa điểm                                             | Đối thủ   | Bàn thắng | Kết quả | Giải đấu     |
| -- | -------------------- | ---------------------------------------------------- | --------- | --------- | ------- | ------------ |
| 1. | 18 tháng 12 năm 2021 | Sân vận động Quốc gia, Singapore, Kallang, Singapore | Singapore | 1–0       | 2–0     | AFF Cup 2020 |